# NGC 7660
NGC 7660 est une galaxie elliptique située dans la constellation de Pégase. Sa vitesse par rapport au fond diffus cosmologique est de 3 599 ± 44 km/s, ce qui correspond à une distance de Hubble de 53,1 ± 3,8 Mpc (∼173 millions d'al). NGC 7660 a été découverte par l'astronome britannique John Herschel en 1828.

## Caractéristiques
Selon un article publié en 1987, l'ellepticité de NGC 7660 est égale à 0,29 ± 0,02 et la dispersion des vitesses des étoiles au centre de la galaxie est donnée par log10 = 2,320 ± 0,080, soit 10^(2,30 ± 0,08) = 209+42
−35 km/s. 

## Trou noir supermassif
Un article publié en 2003 mentionne qu'il y a un trou noir supermassif au centre de cette galaxie. Cependant, cet article n'est disponible en ligne que via une institution.

## Paire de galaxie
la galaxie au sud-est de NGC 7660 est PGC 214958. La distance de Hubble de cette dernière est égale à 78,81 ± 5,57 Mpc (∼257 millions d'al), ce qui est presque la même que celle de NGC 7660. Ces deux galaxies forment dont très probablement une paire de galaxies, mais aucune des sources consultées ne le mentionne.